# Costa Ruppert
|  |

La costa Ruppert es una porción de la Tierra de Marie Byrd en la Antártida. Se extiende desde el cabo Burks (74°45′S 136°50′O / -74.750, -136.833) que marca la entrada este de la bahía Hull, que la separa de la costa Hobbs, hasta la punta Brennan (76°05′S 146°31′O / -76.083, -146.517) en la entrada este de la bahía Block, que la separa de la costa Saunders.
Esta costa fue nombrada por el almirante Richard E. Byrd en honor del coronel Jacob Ruppert de Nueva York, un espónsor de su segunda expedición antártica entre 1933 y 1935, quien realizó el primer reconocimiento aéreo de esta costa. El Servicio Geológico de los Estados Unidos cartografió completamente la costa Ruppert mediante expediciones en el terreno y por fotografías aéreas desde aviones de la Armada de los Estados Unidos entre 1959 y 1966.
La punta Brennan fue descubierta el 5 de diciembre de 1929 mediante un avión que voló a lo largo de la costa Ruppert, perteneciente a la 0expedición de Byrd entre 1928 y 1930.
La barrera de hielo Nickerson, de cerca de 35 miles de ancho, se halla en la parte occidental de la costa Ruppert.
La Base Rúskaya de Rusia se localiza en la costa Ruppert, habiendo sido inaugurada el 9 de marzo de 1980 por la Unión Soviética. La actividad de la estación fue suspendida a principios de 1990.
La costa Ruppert es terra nullius que no es reclamada por ningún país, y como el resto de la Antártida al sur del paralelo 60° S, se halla afectada por los términos del Tratado Antártico.